# Eulepyroniella apicata
Eulepyroniella apicata är en insektsart som först beskrevs av Schmidt 1924.  Eulepyroniella apicata ingår i släktet Eulepyroniella och familjen spottstritar. Inga underarter finns listade i Catalogue of Life.